# Thomas Koch (Unternehmer)
Thomas Koch (* 4. Februar 1952) ist ein deutscher Unternehmer und Blogger. Er ist auch unter dem Spitznamen Mr. Media bekannt.

## Leben
Koch begann seine Karriere Anfang der 1970er Jahre und arbeitete in diversen Werbeagenturen als Mediaplaner. Zunächst war er als Juniorplaner bei Gramm & Grey in Düsseldorf tätig. Nach vier Jahren wechselte er zur Agentur Eggert, wo er kurz darauf zum stellvertretenden Medialeiter befördert wurde. Es folgen Tätigkeiten als Mediachef bei GGK in Düsseldorf, wo er GGK Media gründete und zum Geschäftsführer aufstieg, und in gleicher Funktion bei Ted Bates in Frankfurt am Main.
Nach einer kurzen Tätigkeit bei Ernst & Partner wechselte er in die Selbstständigkeit und gründete 1987 in Düsseldorf seine Mediaagentur Thomas Koch Media (TKM).  Ende 2001 fusionierte seine Agentur mit Starcom zur Network-Agentur TKM Starcom.
2010 gründete er die Innovationsagentur Warum wippt der Fuß? als „kreativen Denkpartner“ für Unternehmen.
Koch ist Vater dreier Kinder.

## Schriften
- Die Zielgruppe sind auch nur Menschen: 42 Episoden aus meinem wilden Leben als Werber. Berlin, Econ, 2014, 188 Seiten, ISBN 978-3-430-20169-8.
- Thomas Koch, zurgams Kommunikationsagentur: Media leicht gemacht: Ein praktisches Arbeitshandbuch. Haufe, 1. Auflage 2021, 86 Seiten, ISBN 978-3-648-15207-2.

## Auszeichnungen
- 2008: Deutscher Mediapreis – Mediapersönlichkeit des Jahres
- 2011: Auszeichnung als „Zeichensetzer“ beim SignsAward für sein Engagement in Krisengebieten